# Shubha Raul
Shubha Raul (Marathi: शुभा राऊळ; * 1967) ist eine indische Politikerin (Shiv Sena).

## Leben
Raul ist als Ärztin für Ayurveda in Mumbai tätig. Sie war von 2007 bis 2009 als Nachfolgerin von Datta Dalvi Bürgermeisterin von Mumbai. 2009 folgte ihr Shraddha Jadhav im Amt. Raul ist verheiratet und hat zwei Kinder. Sie lebt mit ihrer Familie im Stadtbezirk Borivili in Mumbai.